# دانیلو بوئنو
دانیلو بوئنو (به پرتغالی: Danilo Petrolli Bueno) هافبک اهل برزیل است که در شهر Monte Alegre do Sul و در تاریخ ۲۷ دسامبر ۱۹۸۳ به دنیا آمده‌است.
دانیلو بوئنو در تیم‌های فوتبال Portuguesa سابقهٔ حضور دارد.